# تریزوبیو
تریسوبیو (به ایتالیایی: Trisobbio) یکی از شهرستانهای استان آلساندریا در منطقه ایتالیایی پیدمونت می‌باشد که در ۸۰ کیلومتری جنوب شرقی تورین و ۳۰ کیلومتری جنوب آلساندریا واقع شده است.
مونتالدو بورمیدا با این مناطق شهری مرز مشترک دارد: کارپه‌نتو، اورسارا بورمیدا، کریمولینو، سزادیو، مورساسکو، اووادا، روکا گریمالدا و مونتالدو بورمیدا.

## سرشماری
کلیه آمار و ارقام برگرفته از مرکز ملی آمار (ایتالیا) می‌باشد.